# Puchar Świata w Zapasach 2013 – styl wolny mężczyzn
Zawody Pucharu Świata w 2013 roku w stylu wolnym odbyły się pomiędzy 21–22 lutego w Teheranie w Iranie.

## Ostateczna kolejność drużynowa
| Poz. | Państwo           |
| ---- | ----------------- |
|      | Iran              |
|      | Rosja             |
|      | Stany Zjednoczone |
| 4.   | Białoruś          |
| 5.   | Turcja            |
| 6.   | Gruzja            |
| 7.   | Japonia           |
| 8.   | Kazachstan        |
| 9.   | Azerbejdżan       |
| 10.  | Bułgaria          |

## Wyniki

### Grupa A
| Poz. | Państwo     |
| ---- | ----------- |
| 1.   | Rosja       |
| 2.   | Białoruś    |
| 3.   | Turcja      |
| 4.   | Kazachstan  |
| 5.   | Azerbejdżan |

### Mecze
- Rosja –  Białoruś 6–1
- Rosja –  Turcja 4–3
- Rosja –  Kazachstan 7–0
- Rosja –  Azerbejdżan 6–1
- Białoruś –  Turcja 4–3
- Białoruś –  Azerbejdżan 3–4
- Białoruś –  Kazachstan 4–3
- Turcja –  Kazachstan 6–1
- Turcja –  Azerbejdżan 5–2
- Kazachstan –  Azerbejdżan 5–2

### Grupa B
| Poz. | Państwo           |
| ---- | ----------------- |
| 1.   | Iran              |
| 2.   | Stany Zjednoczone |
| 3.   | Gruzja            |
| 4.   | Japonia           |
| 5.   | Bułgaria          |

### Mecze
- Stany Zjednoczone –  Gruzja 5–2
- Stany Zjednoczone –  Japonia 5–2
- Stany Zjednoczone –  Iran 1–6
- Stany Zjednoczone –  Bułgaria 7–0
- Iran –  Bułgaria 6–1
- Iran –  Japonia 7–2
- Iran –  Gruzja 7–0
- Japonia –  Gruzja 3–4
- Japonia –  Bułgaria 6–1
- Bułgaria –  Gruzja 1–6

### Finały
- 9–10  Azerbejdżan –  Bułgaria 7–0
- 7–8  Japonia –  Kazachstan 4–3
- 5–6  Turcja –  Gruzja 6–1
- 3–4  Stany Zjednoczone –  Białoruś 6–1
- 1–2  Iran –  Rosja 6–1

## Klasyfikacja indywidualna

### I-VIII
| Waga   |                  |                               |                    | 4                               | 5                    | 6                           | 7                                                    | 8                  |
| ------ | ---------------- | ----------------------------- | ------------------ | ------------------------------- | -------------------- | --------------------------- | ---------------------------------------------------- | ------------------ |
| 55 kg  | Sezer Akgül      | Hasan Rahimi                  | Fumitaka Morishita | Władisław Andriejew             | Obenson Blanc        | Machmud Magomiedow          | Qalib Əliyev                                         | Giwi Dawidowi      |
| 60 kg  | Masud Esma’ilpur | Münir Recep Aktaş Shōgo Maeda | –                  | Aleksandr Bogomojew             | Ağahüseyn Mustafayev | James Kennedy Stefan Iwanow | ---                                                  | Malchaz Kurdiani   |
| 66 kg  | Yakup Gör        | Brent Metcalf                 | Tomotsugu Ishida   | Mahdi Taghawi                   | Ałan Gogajew         | Rusłan Dibirgadżyjew        | Aleksandr Kontojew                                   | Däuren Żumagazijew |
| 74 kg  | Jordan Burroughs | Iakob Makaraszwili            | Sadegh Gudarzi     | Əşrəf Əliyev                    | Kachabier Chubieżty  | Ali Szabanow                | Mirosław Kirow                                       | Nurłan Bekżanow    |
| 84 kg  | Max Askern       | Hakkı Ceylan                  | Magomed Ibragimov  | Nodar Egadze                    | Ehsan Laszgari       | Ehsan Amini                 | İlya Xamikoyev                                       | Asłan Kachidze     |
| 96 kg  | Tedore Ebanoidze | Asłanbiek Ałborow             | Iwan Jankouski     | James Bergman                   | Hamed Tatari         | Amir Abbas Moradi           | Takeshi Yamaguchi                                    | Anzor Bołtukajew   |
| 120 kg | Taha Akgül       | Tervel Dlagnev                | Tornike Chideszeli | Komejl Ghasemi Aslan Dzebişovun | –                    | Däulet Szabanbaj            | Ałan Chugajew Dmitrij Popow Mohammad Reza Azarszakib | –                  |

### IX-XVI
| Waga   | 9                                | 10                   | 11                           | 12                                    | 13                                           | 14                | 15                | 16             |
| ------ | -------------------------------- | -------------------- | ---------------------------- | ------------------------------------- | -------------------------------------------- | ----------------- | ----------------- | -------------- |
| 55 kg  | Szokan Szynggysow Mechmed Feraim | –                    | Azamat Tuskajew              | Ruzbe Farazmand                       | Nariman Israpiłow Zachary Sandres            | –                 | –                 | –              |
| 60 kg  | Bato Badmajew                    | Daulet Nijazbiekow   | Sajatbek Okasow              | Hasan Moradgholi                      | Coleman Scott                                | Siarhiej Jermakou | –                 | –              |
| 66 kg  | Sosłan Ramonow                   | Malchaz Zarkua       | Mohammad Jusefi Kamangar     | Azamat Omurżanow                      | Nikołaj Kurtew                               | Muhammed İlkhan   | –                 | –              |
| 74 kg  | Saba Chubieżty                   | Kadir Özmen          | Sōsuke Takatani              | Däuren Żumagazyjew Ołżas Szyngysbajew | –                                            | Muhammed İlkhan   | Ezzatollah Akbari | –              |
| 84 kg  | Shin’ya Matsumoto                | Omargadży Magomiedow | Biekchan Kurkijew Phil Keddy | –                                     | Siamion Siamionau İbrahim Bölükbaşı          | –                 | Murad Hajdarau    | –              |
| 96 kg  | Jurij Biełonowski                | İbrahim Bölükbaşı    | Älichan Żumajew              | Murad Hajdarau                        | Faruk Akkoyun                                | Beka Czelidze     | Siamion Siamionau | Georgi Sredkow |
| 120 kg | –                                | Taichi Oka           | Feliks Carikajew             | Iwan Jankouski                        | Wadzim Szwiedau Ali Isajew Dragomir Stojczew | –                 | –                 | –              |